# Edgar Broughton Band
Edgar Broughton Band byla britská rocková hudební skupina. Založil ji Rob Broughton přezdívaný Edgar v roce 1968. Koncem téhož roku podepsala smlouvu s vydavatelstvím Harvest Records a v červnu 1969 vydala svůj první singl „Evil“ / „Death of an Electric Citizen“. O měsíc později následovala první LP deska nazvaná Wasa Wasa produkovaná Peterem Jennerem. O jedenáct měsíců později vyšlo druhé album Sing Brother Sing, které se dostalo na osmnácté místo žebříčku UK Albums Chart. V květnu 1971 skupina vydala eponymní album, které zůstalo o deset příček hůře než předchozí. Následně skupina vydala další tři alba; v roce 1979 vydala (nyní již přejmenovaná skupina na The Broughtons) album Parlez-Vous English?. V roce 1982 vyšlo poslední album nazvané Superchip: The Final Silicon Solution? opět pod názvem Edgar Broughton Band. Skupina nadále občasně koncertovala a v roce 2010 se rozpadla.

## Diskografie
Studiová alba
- Wasa Wasa (1969)
- Sing Brother Sing (1970)
- Edgar Broughton Band (1971)
- Inside Out (1972)
- Oora (1973)
- Bandages (1975)
- Parlez-Vous English? (1979) − jako The Broughtons
- Superchip: The Final Silicon Solution? (1982)